# 哈立德·易卜拉欣·汗
萨达尔·哈立德·易卜拉欣·汗（1948年11月5日—2018年11月4日），巴基斯坦政治任務。 他是阿扎德克什米爾立法議會的成員和查謨和克什米爾人民黨的主席。
他是阿扎德克什米爾的創始人和第一任總統萨达尔·易卜拉欣·汗的兒子。

## 早年生活
哈立德·易卜拉欣·汗於1948年11月5日出生在阿扎德克什米爾拉華科拉特附近的科特·馬蒂汗村。 他的父親是該自治邦第一任總統萨达尔·易卜拉欣·汗。

## 政治生涯
哈立德·易卜拉欣·汗在1970年代後期加入巴基斯坦人民黨，開始了他與的政治生涯。 他以直率著稱，並且不迴避與他所在政黨的最高領導層的分歧，包括與時任巴基斯坦總理貝娜齊爾·布托的分歧。 有時，他被黨的最高領導層忽視，為此付出了政治代價。 因此，他和他的支持者成立了自己的政黨，名为查謨和克什米爾人民黨，以參加選舉。

## 晚年
哈立德·易卜拉欣·汗於2018年11月4日因腦出血去世，享年69歲。 留下了他的妻子、兩個兒子和兩個女兒。

## 外部鏈接
- Daily Dhartia JK （页面存档备份，存于）